# Cantonul Rémuzat
Cantonul Rémuzat este un canton din arondismentul Nyons, departamentul Drôme, regiunea Rhône-Alpes, Franța.

## Comune
- La Charce
- Chauvac-Laux-Montaux
- Cornillac
- Cornillon-sur-l'Oule
- Lemps
- Montferrand-la-Fare
- Montréal-les-Sources
- Pelonne
- Le Poët-Sigillat
- Pommerol
- Rémuzat (reședință)
- Roussieux
- Sahune
- Saint-May
- Verclause
- Villeperdrix